# Адамс, Роберт (писатель)
Роберт Адамс (англ. Robert Adams; полн. имя — Франклин Роберт Адамс (англ. Franklin Robert Adams; 31 августа 1933, Данвилл, Виргиния, США — 4 января 1990, Апопка, Флорида, США) — американский писатель, автор произведений в жанрах научной фантастики и фэнтези. Наиболее известен как создатель саги «Конные кланы» (Horseclans).

## Биография
Родился 31 августа 1933 года в Данвилле, штат Виргиния. В молодые годы был профессиональным солдатом-наёмником. По некоторым данным, принимал участие в «чёрных» операциях Пентагона в Индокитае, поэтому об этой части его биографии известно мало. Выйдя в отставку, поселился с женой в округе Семинол, штат Флорида. Эта местность, овеянная историями о пиратах, конкистадорах, битвах с индейцами, подействовала на бывшего военного, с особой симпатией относившегося ко всему, что связано с оружием и войной. В 1975 году он опубликовал свою первую книгу — роман «Нашествие Конных Кланов» (The Coming of the Horseclans). А в следующем году вышло в свет второе его произведение — «Мечи Конных Кланов» (Swords of the Horseclans), единственная книга серии, которая впоследствии была переведена на русский язык.
По мере погружения в творческий процесс писатель старался расширить свой кругозор, особенно в областях, касающихся выбранного им литературного направления, понимая, что лишь таким способом возможно передать достоверность событий и полноту ощущений героев. Он изучал историю военной одежды, собственноручно ковал мечи и детали лат конкистадоров, занимался фехтованием, верховой ездой и охотой.
Всего за свою жизнь Адамс написал 18 книг о Кланах, опубликовал несколько антологий, успел начать новые циклы — мифические («Лестница в бесконечность» (Stairway to Forever)) и таймпанк — «Потерявшиеся во времени» (Castaways in Time).
Несколько последних лет жизни провёл в Виргинии, страдал от лишнего веса. Скоропостижно скончался в возрасте 56 лет в Апопке, штат Флорида.

## Семья
Был женат, имел двух детей.

## Творчество
Адамса называют пионером постапокалиптической литературы. Его сага «Конные Кланы», выходившая с 1975 по 1988 г., открыла дорогу многим последователям этого жанра. Автор тщательно прорабатывал все детали произведений, чётко и логично выстраивал сюжет, с особой щепетильностью создавал персонажей, политическую обстановку, мир, в котором они существовали. Он не писал отдельных книг, каждый его новый роман — продолжение старого. При этом их сюжетные линии настолько переплетаются между собой, что читатель может в них разобраться только при последовательном прочтении всех книг серии. Особенность повествования Адамса — непрекращающиеся военные действия. На страницах писатель создаёт остросюжетные и довольно кровавые приключения. В саге «Конные Кланы» захватывают быстро меняющиеся события, безостановочные битвы, чётко спланированная стратегия.
С 1979 по 1989 г. Адамс издал ряд книг из серии «Потерявшиеся во времени» (Castaways in Time). В них автор использовал некоторые элементы из «Конных Кланов» — фонетические акценты и темы борьбы цивилизации с варварством. Однако серия не пользовалась такой популярностью, как «Конные Кланы». Начиная с 1985 года Адамс опубликовал несколько антологий, которые он выпустил совместно с такими издателями, как Мартин Гринберг, Памела Криппен-Адамс и Чарльз Уо. В 1988 году он начал публиковать книги из серии «Лестница в бесконечность» (Stairway to Forever), но успел закончить лишь две из них.
Примечательная особенность книг Адамса — это их обложки. Все его произведения, вышедшие в американском издательстве Signet, были эксклюзивно оформлены тогда ещё только начинающим, а сегодня уже достаточно известным художником Кеном Келли. Кен с Робертом отлично сработались, да так, что Адамс специально подыскивал в рукописи подходящую сцену для обложки, а потом звонил художнику и объяснял, какую страницу нужно читать. Британское же издательство Futura, также выпускавшее сагу «Конные Кланы», пытаясь не отстать от заокеанских конкурентов, в свою очередь, заключило контракт на оформление книг с молодым европейским художником Луисом Ройо.
Ныне книги о «Конных Кланах» уже не издаются, но легенда о них жива: теперь в сагу играют. Стив Джексон внёс её в свою ролевую систему GURPS.

### Horseclans (Конные кланы)
1. «The Coming of the Horseclans» (1975).
2. «Swords of the Horseclans» («Мечи Конных Кланов»; 1976).
3. «Revenge of the Horseclans» (1977).
4. «A Cat of Silvery Hue» (1979).
5. «The Savage Mountains» (1979).
6. «The Patrimony» (1980).
7. «Horseclans Odyssey» (1981).
8. «The Death of a Legend» (1981).
9. «The Witch Goddess» (1982).
10. «Bili the Axe» (1982).
11. «Champion of the Last Battle» (1983).
12. «A Woman of the Horseclans» (1983).
13. «Horses of the North» (1985).
14. «A Man Called Milo Morai» (1986).
15. «The Memories of Milo Morai» (1986).
16. «Trumpets of War» (1987).
17. «Madman’s Army» (1987).
18. «The Clan of the Cats» (1988).

### Castaways in Time (Потерявшиеся во времени)
1. «Castaways in Time» (1980).
2. «The Seven Magical Jewels of Ireland» (1984).
3. «Of Quests and Kings» (1986).
4. «Of Chiefs and Champions» (1987).
5. «Of Myths and Monsters» (1988).
6. «Of Beginnings and Endings» (1989).

### Stairway to Forever (Лестница в бесконечность)
1. «The Stairway to Forever» (1988).
2. «Monsters and Magicians» (1988).
3. «Guideposts to Danger» (запланированное название, но не указанное)

### Антологии

#### Magic in Ithkar (совм. сАндре Нортоном)
1. «Magic in Ithkar» (1985).
2. «Magic in Ithkar 2» (1985).
3. «Magic in Ithkar 3» (1987).
4. «Magic in Ithkar 4» (1987).

#### Другое
1. «Barbarians» (1986), изд. (с Мартином Гринбергом и Чарльзом Уо).
2. «Barbarians II» (1987), изд. (с Памелой Криппен-Адамс и Мартином Гринбергом).
3. «Friends of the Horseclans» (1987), изд. (с Памелой Криппен-Адамс).
4. «Friends of the Horseclans II» (1989), изд. (с Памелой Криппен-Адамс).
5. «Robert Adam’s Book of Alternate Worlds» (1987), изд. (с Памелой Криппен-Адамс и Мартином Гринбергом).
6. «Hunger for Horror» (1988), изд. (с Памелой Криппен-Адамс и Мартином Гринбергом).
7. «Robert Adam’s Book of Soldiers» (1988), изд. (с Памелой Криппен-Адамс и Мартином Гринбергом).
8. «Alternatives» (1989), изд. (с Памелой Криппен-Адамс)
9. «Phantom Regiments» (1990), изд. (с Памелой Криппен-Адамс и Мартином Гринбергом).